# Sergio García
Sergio García Fernández (* 9. ledna 1980 Borriol) je španělský golfista, hrající profesionálně od roku 1999.
V roce 1998 vyhrál The Amateur Championship, v roce 2000 získal cenu Laureus World Sports Awards pro nováčka roku. V rámci PGA Tour dosáhl deseti vítězství, největším úspěchem bylo vítězství na Masters v roce 2017, které bylo jeho prvním vítězstvím na turnaji kategorie major po 74 startech. Na PGA Championship skončil druhý v letech 1999 a 2008. S výběrem Evropy vyhrál Ryder Cup v letech 2002, 2004, 2006, 2012 a 2014, v roce 2004 získal pro Španělsko spolu s Miguelem Ángelem Jiménezem druhé místo na Světovém poháru. Jeho nejlepším umístěním na žebříčku Official World Golf Ranking bylo druhé místo v roce 2008 po dobu 18 týdnů, po celé období let 2000 až 2009 se držel v první desítce. Jeho výdělky během kariéry dosáhly po zdanění 28 milionů dolarů. Na olympiádě v Riu 2016 skončil na 8.-10. místě výkonem sedm ran pod par.

## Masters 2017
V roce 2017 se Garcia dočkal svého prvního a hned největšího vítězství z turnajů kategorie Major na Masters v Augustě, když na první jamce playoff porazil Angličana Justina Rose.
Garcia i Rose začínali finálový den shodně se skóre -6. Po první devítce oba hráči vylepšili svá skóre o 2 rány na -8. Po jamkách 10 a 11, kdy Garcia zahrál dvě bogey, to vypadalo, že titul získá Rose. Následně však po 15 odehraných jamkách bylo skóre obou hráčů opět vyrovnané -9, hlavně díky Garciově skvělému eaglu na 5-parové patnáctce, když proměnil zhruba 6metrový putt po ráně osmičkou železem. Na 18. jamce měli oba hráči slibné šance na birdie, ani jeden však neproměnil a tak finále muselo rozhodnout až playoff, kde Garcia hned na první jamce playoff rozhodl birdie puttem z cca 5 metrů a dočkal se svého prvního Major titulu.